# 萩野左門

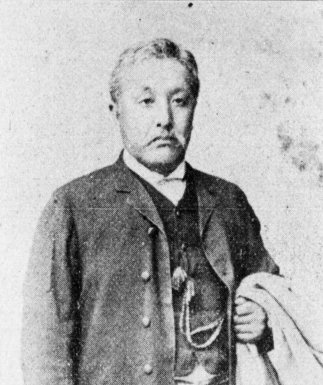
萩野左門

萩野 左門（はぎの さもん、1851年8月27日（嘉永4年8月1日）- 1917年（大正6年）12月30日）は、明治期の政治家。新潟県会議員、衆議院議員、官選栃木県知事、新潟市長。

## 経歴
越後国西蒲原郡板井村（現新潟市西区）の庄屋、萩野伝衛の長男として生まれる。漢学を修めた。戸長、小区長、副大区長、新潟県会議員、同常置委員、同議長、西蒲原郡会議員、同議長などを歴任。
1984年3月、第3回衆議院議員総選挙に新潟県第一区から出馬して当選。その後、第5回総選挙、第7回から第9回総選挙まで通算5回の当選を果たした。
1898年8月、第1次大隈内閣により栃木県知事に登用され、1899年1月まで在任。その後、1902年11月から1904年2月まで新潟市長を務めた。